# Campeonato Mundial de Esqui Estilo Livre de 2023 - Aerials masculino
A prova do Aerials masculino do Campeonato Mundial de Esqui Estilo Livre de 2023 ocorreu no dia 23 de fevereiro, em Bakuriani, na Geórgia.

## Medalhistas
| Ouro           | Prata                 | Bronze              |
| Noé Roth (SUI) | Quinn Dehlinger (USA) | Yang Longxiao (CHN) |

## Resultados

### Qualificação
Um total de 24 esquiadores de 7 nacionalidades participaram da competição. Os 12 melhores avançaram para a final.
| Colocação | Bib | Ordem de corrida | Nome                   | Nacionalidade  | Resultado | Notas |
| --------- | --- | ---------------- | ---------------------- | -------------- | --------- | ----- |
| 1         | 3   | 16               | Christopher Lillis     | Estados Unidos | 124.43    | Q     |
| 2         | 12  | 1                | Li Tianma              | China          | 119.46    | Q     |
| 3         | 17  | 6                | Oleksandr Okipniuk     | Ucrânia        | 119.03    | Q     |
| 4         | 23  | 13               | Yang Longxiao          | China          | 114.48    | Q     |
| 5         | 18  | 5                | Justin Schoenefeld     | Estados Unidos | 108.60    | Q     |
| 6         | 1   | 12               | Noé Roth               | Suíça          | 107.69    | Q     |
| 7         | 13  | 24               | Émile Nadeau           | Canadá         | 107.24    | Q     |
| 8         | 14  | 19               | Sherzod Kashyrbayev    | Cazaquistão    | 106.79    | Q     |
| 9         | 10  | 20               | Nicolas Gygax          | Suíça          | 106.11    | Q     |
| 10        | 8   | 22               | Volodymyr Kushnir      | Ucrânia        | 104.89    | Q     |
| 11        | 6   | 2                | Quinn Dehlinger        | Estados Unidos | 104.07    | Q     |
| 12        | 5   | 9                | Alexandre Duchaine     | Canadá         | 103.54    | Q     |
| 13        | 15  | 3                | Chen Shuo              | China          | 101.01    |       |
| 14        | 20  | 10               | Wang Guochen           | China          | 100.84    |       |
| 15        | 2   | 8                | Dmytro Kotovskyi       | Ucrânia        | 100.44    |       |
| 16        | 9   | 4                | Maksym Kuznietsov      | Ucrânia        | 91.53     |       |
| 17        | 11  | 17               | Miha Fontaine          | Canadá         | 88.05     |       |
| 18        | 21  | 7                | Dinmukhammed Raimkulov | Cazaquistão    | 87.57     |       |
| 19        | 4   | 21               | Pirmin Werner          | Suíça          | 84.51     |       |
| 20        | 16  | 15               | Nicholas Novak         | Chéquia        | 81.40     |       |
| 21        | 7   | 23               | Andrin Schädler        | Suíça          | 70.06     |       |
| 22        | 22  | 18               | Roman Ivanov           | Cazaquistão    | 61.33     |       |
| 23        | 19  | 11               | Derek Krueger          | Estados Unidos | 57.96     |       |
| 24        | 24  | 14               | Ulanbakir Umurzakov    | Cazaquistão    | 46.98     |       |

### Final
A final foi iniciada no dia 23 de fevereiro às 12:50 para a primeira corrida e às 13:26 para a segunda corrida.
| Colocação         | Bib | Nome                 | Nacionalidade  | Corrida 1 | Corrida 2 |
| ----------------- | --- | -------------------- | -------------- | --------- | --------- |
| Medalha de ouro   | 1   | Noé Roth             | Suíça          | 93.21     | 118.59    |
| Medalha de prata  | 6   | Quinn Dehlinger      | Estados Unidos | 93.36     | 114.48    |
| Medalha de bronze | 23  | Yang Longxiao        | China          | 98.64     | 110.18    |
| 4                 | 3   | Christopher Lillis   | Estados Unidos | 118.14    | 107.24    |
| 5                 | 12  | Li Tianma            | China          | 119.00    | 69.91     |
| 6                 | 8   | Volodymyr Kushnir    | Ucrânia        | 101.65    | 56.11     |
| 7                 | 14  | Sherzod Khashyrbayev | Cazaquistão    | 85.86     | —         |
| 8                 | 18  | Justin Schoenefeld   | Estados Unidos | 85.84     |           |
| 9                 | 17  | Oleksandr Okipniuk   | Ucrânia        | 77.37     |           |
| 10                | 13  | Émile Nadeau         | Canadá         | 55.65     |           |
| 11                | 5   | Alexandre Duchaine   | Canadá         | 25.22     |           |
| 12                | 10  | Nicolas Gygax        | Suíça          | DNF       |           |

Legenda
| Recorde mundial       | Recorde mundial (World record)               |                       | Recorde africano                      | Recorde africano (African) |                                           | Q | Classificado por posição (Qualified) |
| Recorde do campeonato | Recorde do campeonato (Championship record)  | Recorde da América    | Recorde da América (Americas)         | q                          | Classificado por melhor tempo (Qualified) |   |                                      |
| Melhor marca do ano   | Melhor marca do ano (World leading)          | Recorde asiático      | Recorde asiático (Asian)              | DNS                        | Não largou (Did not start)                |   |                                      |
| Recorde nacional      | Recorde nacional (National record)           | Recorde europeu       | Recorde europeu (European)            | DNF                        | Não terminou (Did not finish)             |   |                                      |
| Recorde pessoal       | Recorde pessoal do atleta (Personal best)    | Recorde da Oceania    | Recorde da Oceania (Oceania)          | DSQ / DQ                   | Desclassificado (Disqualified)            |   |                                      |
| Recorde da temporada  | Recorde da temporada do atleta (Season best) | Recorde sul-americano | Recorde sul-americano (South America) | NM                         | Sem marca (No mark)                       |   |                                      |